# Goldene Himbeere/Schlechtester Schauspieler
Die Goldene Himbeere für den schlechtesten Schauspieler wird seit 1981 jährlich vergeben. Dabei bezieht sie sich auf die schauspielerischen Leistungen des vergangenen Jahres. So wurde beispielsweise der Preis des Jahres 2006 am 24. Februar 2007 verliehen.
Mehrfache Preisträger waren bisher Sylvester Stallone (vierfach: 1985, 1986, 1989 und 1993), Kevin Costner (dreifach: 1992, 1995 und 1998), Adam Sandler (dreifach: 2000, 2012 und 2013), Pauly Shore (zweifach: 1996 und 1997) und John Travolta (zweifach: 2001 und 2020).
Auf die meisten Nominierungen kommen Sylvester Stallone (16), Adam Sandler (12), Kevin Costner und John Travolta (je 7) sowie Nicolas Cage und Eddie Murphy (je 5).

## Bemerkenswertes
- 1984 war Barbra Streisand für ihre männliche Rolle in Yentl für den Preis als „Schlechtester Schauspieler“ nominiert.
- Eddie Murphy gewann für seine Performance in Norbit nicht nur die Himbeere als „Schlechtester Schauspieler“, sondern auch als „Schlechteste Nebendarstellerin“.

## Schlechtester Schauspieler 1981 bis 1989

### 1981
- Neil Diamond für Der Jazz-Sänger (OT: The Jazz Singer)

Außerdem nominiert:
- Michael Beck für Xanadu (OT: Xanadu)
- Robert Blake für Von Küste zu Küste, Alternativtitel Wilde Flucht nach Kalifornien (PT: Coast to Coast)
- Michael Caine für Dressed to Kill (OT: Dressed To Kill) und für Freibeuter des Todes (OT: The Island)
- Kirk Douglas für Saturn-City (OT: Saturn 3)
- Richard Dreyfuss für Das große Finale (OT: The Competition)
- Anthony Hopkins für Jahreszeiten einer Ehe (OT: A Change Of Seasons)
- Caitlyn Jenner für Supersound und flotte Sprüche (OT: Can't Stop The Music)
- Sam J. Jones für Flash Gordon (OT: Flash Gordon)

### 1982
- Klinton Spillsbury für Die Legende vom einsamen Ranger (OT: The Legend Of The Lone Ranger)

Außerdem nominiert:
- Gary Coleman für Der Millionen-Dollar-Junge (OT: On the Right Track)
- Bruce Dern für Tattoo – Jede große Liebe hinterläßt ihre Spuren (OT: Tattoo)
- Richard Harris für Tarzan – Herr des Urwalds, Alternativtitel Tarzan – Herr des Dschungels (OT: Tarzan The Ape Man)
- Kris Kristofferson für Heaven’s Gate – Das Tor zum Himmel (OT: Heaven’s Gate) und Das Rollover-Komplott (OT: Rollover)

### 1983
- Laurence Olivier für Inchon! (OT: Inchon)

Außerdem nominiert:
- Willie Aames für Das blaue Paradies (OT: Paradise) und für Der Typ mit dem irren Blick (OT: Zapped!)
- Christopher Atkins für Pirate Movie (OT: The Pirate Movie)
- Luciano Pavarotti für Geliebter Giorgio (OT: Yes, Giorgio)
- Arnold Schwarzenegger für Conan der Barbar (OT: Conan the Barbarian)

### 1984
- Christopher Atkins für Ein himmlischer Lümmel (OT: A Night in Heaven)

Außerdem nominiert:
- Lloyd Bochner für Karriere durch alle Betten (OT: The Lonely Lady)
- Lou Ferrigno für Herkules (OT: Hercules)
- Barbra Streisand für Yentl (OT: Yentl) für ihre Rolle als Mann
- John Travolta für Staying Alive (OT: Staying Alive) und für Zwei vom gleichen Schlag (OT: Two Of A Kind)

### 1985
- Sylvester Stallone für Der Senkrechtstarter (OT: Rhinestone)

Außerdem nominiert:
- Lorenzo Lamas für Body Rock (OT: Body Rock)
- Jerry Lewis für Slapstick (OT: Slapstick Of Another Kind)
- Peter O’Toole für Supergirl (OT: Supergirl)
- Burt Reynolds für Auf dem Highway ist wieder die Hölle los (OT: Cannonball Run II) und für City Heat – Der Bulle und der Schnüffler (OT: City Heat)

### 1986
- Sylvester Stallone für Rambo II – Der Auftrag (OT: Rambo: First Blood Part II) und für Rocky IV – Der Kampf des Jahrhunderts (OT: Rocky IV)

Außerdem nominiert:
- Divine für Geier, Geld und goldene Eier (OT: Lust In The Dust)
- Richard Gere für König David (OT: King David)
- Al Pacino für Revolution (OT: Revolution)
- John Travolta für Perfect (OT: Perfect)

### 1987
- Prince für Under the Cherry Moon – Unter dem Kirschmond (OT: Under The Cherry Moon)

Außerdem nominiert:
- Emilio Estevez für Rhea M – Es begann ohne Warnung (OT: Maximum Overdrive)
- Judd Nelson für Blue City
- Sean Penn für Shanghai Surprise (OT: Shanghai Surprise)
- Sylvester Stallone für Die City-Cobra (OT: Cobra)

### 1988
- Bill Cosby für Bill Cosby – Die Superkanone, Alternativtitel Cosby – Die Superkanone sowie Leonard 6 (OT: Leonard – Part 6)

Außerdem nominiert:
- Bruce der Hai für Der weiße Hai – Die Abrechnung (OT: Jaws – The Revenge)
- Judd Nelson für Karriere mit links (OT: From The Hip)
- Ryan O’Neal für Harte Männer tanzen nicht (OT: Tough Guys Don't Dance)
- Sylvester Stallone für Over the Top (OT: Over the Top)

### 1989
- Sylvester Stallone für Rambo III (OT: Rambo III)

Außerdem nominiert:
- Tom Cruise für Cocktail (OT: Cocktail)
- Bobcat Goldthwait für Heiß auf Trab (OT: Hot To Trot)
- Jackie Mason für Caddyshack II (OT: Caddyshack II)
- Burt Reynolds für Rent-a-Cop (OT: Rent-A-Cop) und für Eine Frau steht ihren Mann (OT: Switching Channels)

## Schlechtester Schauspieler 1990 bis 1999

### 1990
- William Shatner für Star Trek V: Am Rande des Universums (OT: Star Trek V – The Final Frontier)

Außerdem nominiert:
- Tony Danza für Hände weg von meiner Tochter (OT: She's Out Of Control)
- Ralph Macchio für Karate Kid III – Die letzte Entscheidung (OT: Karate Kid III)
- Sylvester Stallone für Lock Up – Überleben ist alles (OT: Lock-Up) und für Tango und Cash (OT: Tango & Cash)
- Patrick Swayze für Ruf nach Vergeltung (OT: Next of Kin) und für Road House (OT: Road House)

### 1991
- Andrew Dice Clay für Ford Fairlane – Rock ’n’ Roll Detective (OT: The Adventures of Ford Fairlane)

Außerdem nominiert:
- Prince für Graffiti Bridge (OT: Graffiti Bridge)
- Mickey Rourke für 24 Stunden in seiner Gewalt (OT: Desperate Hours) und für Wilde Orchidee (OT: Wild Orchid)
- George C. Scott für Der Exorzist III (OT: Exorcist III)
- Sylvester Stallone für Rocky V (OT: Rocky V)

### 1992
- Kevin Costner für Robin Hood – König der Diebe (OT: Robin Hood: Prince Of Thieves)

Außerdem nominiert:
- Andrew Dice Clay für Die Show am Rande des Wahnsinns (OT: Dice Rules)
- Sylvester Stallone für Oscar – Vom Regen in die Traufe (OT: Oscar)
- Vanilla Ice für Cool As Ice (OT: Cool As Ice)
- Bruce Willis für Hudson Hawk – Der Meisterdieb (OT: Hudson Hawk)

### 1993
- Sylvester Stallone für Stop! Oder meine Mami schießt! (OT: Stop! Or My Mom Will Shoot!)

Außerdem nominiert:
- Kevin Costner für Bodyguard (OT: The Bodyguard)
- Michael Douglas für Basic Instinct (OT: Basic Instinct) und für Wie ein Licht in dunkler Nacht (OT: Shining Through)
- Jack Nicholson für Jimmy Hoffa (OT: Hoffa) und für Man Trouble – Auf den Hund gekommen (OT: Man Trouble)
- Tom Selleck für Eine ganz normal verrückte Familie (OT: Folks)

### 1994
- Burt Reynolds für Ein Cop und ein Halber (OT: Cop And A Half)

Außerdem nominiert:
- William Baldwin für Sliver (OT: Sliver)
- Willem Dafoe für Body of Evidence (OT: Body of Evidence)
- Robert Redford für Ein unmoralisches Angebot (OT: Indecent Proposal)
- Arnold Schwarzenegger für Last Action Hero, Alternativtitel Der letzte Action Held (OT: Last Action Hero)

### 1995
- Kevin Costner für Wyatt Earp – Das Leben einer Legende (OT: Wyatt Earp)

Außerdem nominiert:
- Macaulay Culkin für Allein mit Dad & Co (OT: Getting Even With Dad) und für Der Pagemaster – Richies fantastische Reise (OT: The Pagemaster) und für Richie Rich (OT: Richie Rich)
- Steven Seagal für Auf brennendem Eis (OT: On Deadly Ground)
- Sylvester Stallone für The Specialist (OT: The Specialist)
- Bruce Willis für Color of Night (OT: Color Of Night) und für North, Alternativtitel Eltern nach Maß (OT: North)

### 1996
- Pauly Shore für Chaos! Schwiegersohn Junior im Gerichtssaal, Alternativtitel Chaos-Junior – Ein Trottel im Gerichtssaal (OT: Jury Duty)

Außerdem nominiert:
- Kevin Costner für Waterworld (OT: Waterworld)
- Kyle MacLachlan für Showgirls (OT: Showgirls)
- Keanu Reeves für Vernetzt – Johnny Mnemonic (OT: Johnny Mnemonic) und Dem Himmel so nah (OT: A Walk In The Clouds)
- Sylvester Stallone für Assassins – Die Killer (OT: Assassins) und für Judge Dredd (OT: Judge Dredd)

### 1997
Die Stimmauszählung ergab ein Unentschieden:
- Tom Arnold für Big Bully – Mein liebster Feind (OT: Big Bully) und für Carpool – Ein Daddy – Fünf Kids – Und ein Gangster auf der Flucht (OT: Carpool) und für Eine Familie zum Kotzen (OT: The Stupids)
- Pauly Shore für Bud und Doyle: Total Bio, garantiert schädlich, Alternativtitel Bud und Doyle – Total schädlich (OT: Biodome)

Außerdem nominiert:
- Keanu Reeves für Außer Kontrolle (OT: Chain Reaction)
- Adam Sandler für Bulletproof (OT: Bulletproof) und für Happy Gilmore (OT: Happy Gilmore)
- Sylvester Stallone für Daylight (OT: Daylight)

### 1998
- Kevin Costner für Postman (OT: The Postman)

Außerdem nominiert:
- Val Kilmer für The Saint – Der Mann ohne Namen (OT: The Saint)
- Shaquille O’Neal für Steel Man (OT: Steel)
- Steven Seagal für Fire Down Below (OT: Fire Down Below)
- Jon Voight für Anaconda (OT: Anaconda)

### 1999
- Bruce Willis für Armageddon – Das jüngste Gericht (OT: Armageddon) und für Das Mercury Puzzle (OT: Mercury Rising) und für Ausnahmezustand (OT: The Siege)

Außerdem nominiert:
- Ralph Fiennes für Mit Schirm, Charme und Melone (OT: The Avengers)
- Ryan O’Neal für Fahr zur Hölle Hollywood, Alternativtitel Die Hölle von Hollywood (OT: An Alan Smithee Film: Burn Hollywood Burn)
- Ryan Phillippe für Studio 54 (OT: 54)
- Adam Sandler für Waterboy – Der Typ mit dem Wasserschaden (OT: The Waterboy)

## Schlechtester Schauspieler 2000 bis 2009

### 2000
- Adam Sandler für Big Daddy (OT: Big Daddy)

Außerdem nominiert:
- Kevin Costner für Aus Liebe zum Spiel (OT: For Love Of The Game) und für Message in a Bottle – Der Beginn einer großen Liebe (OT: Message In A Bottle)
- Kevin Kline für Wild Wild West (OT: Wild Wild West)
- Arnold Schwarzenegger für End of Days – Nacht ohne Morgen (OT: End Of Days)
- Robin Williams für Der 200 Jahre Mann (OT: Bicentennial Man) und für Jakob der Lügner (OT: Jacob The Liar)

### 2001
- John Travolta für Battlefield Earth – Kampf um die Erde (OT: Battlefield Earth) und für Lucky Numbers (OT: Lucky Numbers)

Außerdem nominiert:
- Leonardo DiCaprio für The Beach (OT: The Beach)
- Adam Sandler für Little Nicky – Satan Junior (OT: Little Nicky)
- Sylvester Stallone für Get Carter – Die Wahrheit tut weh (OT: Get Carter)
- Arnold Schwarzenegger für The 6th Day (OT: The 6th Day), für die Doppelrolle als sein eigener Klon auch als schlechtester Nebendarsteller und als Schlechteste Filmpaarung nominiert

### 2002
- Tom Green für Freddy Got Fingered (OT: Freddy Got Fingered)

Außerdem nominiert:
- Ben Affleck für Pearl Harbor (OT: Pearl Harbor)
- Kevin Costner für Crime is King (OT: 3000 Miles To Graceland)
- Keanu Reeves für Hardball (OT: Hard Ball) und für Sweet November (OT: Sweet November)
- John Travolta für Tödliches Vertrauen (OT: Domestic Disturbance) und für Passwort: Swordfish (OT: Swordfish)

### 2003
- Roberto Benigni für Roberto Benignis Pinocchio (OT: Pinocchio)

Außerdem nominiert:
- Adriano Giannini für Stürmische Liebe – Swept Away (OT: Swept Away)
- Eddie Murphy für Pluto Nash – Im Kampf gegen die Mondmafia (OT: The Adventures of Pluto Nash)
- Steven Seagal für Halbtot – Half Past Dead (OT: Half Past Dead)
- Adam Sandler für 8 verrückte Nächte (OT: Eight Crazy Nights) und für Mr. Deeds (OT: Mr. Deeds)

### 2004
- Ben Affleck für Liebe mit Risiko – Gigli (OT: Gigli) und für Daredevil (OT: Daredevil) und für Paycheck – Die Abrechnung (OT: Paycheck)

Außerdem nominiert:
- Cuba Gooding junior für Boat Trip und für Fighting Temptations (OT: The Fighting Temptations) und für Sie nennen ihn Radio (OT: Radio)
- Justin Guarini für Justin & Kelly: Beachparty der Liebe (OT: From Justin to Kelly)
- Ashton Kutcher für Voll verheiratet (OT: Just Married) und für Partyalarm – Finger weg von meiner Tochter (OT: My Boss's Daughter) und für Im Dutzend billiger (OT: Cheaper By The Dozen)
- Mike Myers für Ein Kater macht Theater (OT: The Cat In The Hat)

### 2005
- George W. Bush für Fahrenheit 9/11 (OT: Fahrenheit 9/11)

Außerdem nominiert:
- Ben Affleck für Jersey Girl (OT: Jersey Girl) und für Wie überleben wir Weihnachten? (OT: Surviving Christmas)
- Vin Diesel für Riddick: Chroniken eines Kriegers (OT: The Chronicles of Riddick)
- Colin Farrell für Alexander (OT: Alexander)
- Ben Stiller für … und dann kam Polly (OT: Along Came Polly) und für Anchorman – Die Legende von Ron Burgundy (OT: Anchorman: The Legend of Ron Burgundy) und für Voll auf die Nüsse (OT: Dodgeball) und für Neid (OT: Envy) und für Starsky & Hutch (OT: Starsky & Hutch)

### 2006
- Rob Schneider für Deuce Bigalow: European Gigolo

Außerdem nominiert:
- Tom Cruise für Krieg der Welten (OT: War of the Worlds)
- Will Ferrell für Verliebt in eine Hexe (OT: Bewitched) und Fußballfieber – Elfmeter für Daddy
- Jamie Kennedy für Die Maske 2: Die nächste Generation (OT: Son of the Mask)
- The Rock für Doom – Der Film (OT: Doom)

### 2007
- Marlon Wayans und Shawn Wayans für Little Man (OT: Little Man)

Außerdem nominiert:
- Tim Allen für Santa Clause 3 – Eine frostige Bescherung (OT: The Santa Clause 3: The Escape Clause), Shaggy Dog – Hör mal, wer da bellt (OT: The Shaggy Dog) und Zoom – Akademie für Superhelden (OT: Zoom)
- Nicolas Cage für The Wicker Man (OT: The Wicker Man)
- Larry the Cable Guy für Larry The Cable Guy: Health Inspector (OT: Larry The Cable Guy: Health Inspector)
- Rob Schneider für Die Bankdrücker (OT: The Benchwarmers) und Little Man (OT: Little Man)

### 2008
- Eddie Murphy für Norbit (OT: Norbit)

Außerdem nominiert:
- Nicolas Cage für Ghost Rider (OT: Ghost Rider), Next (OT: Next) und Das Vermächtnis des geheimen Buches (OT: National Treasure: Book of Secrets)
- Jim Carrey für Number 23 (OT: The Number 23)
- Cuba Gooding junior für Der Kindergarten Daddy 2: Das Feriencamp (OT: Daddy Day Camp) und Norbit (OT: Norbit)
- Adam Sandler für Chuck und Larry – Wie Feuer und Flamme (OT: I Now Pronounce You Chuck & Larry)

### 2009
- Mike Myers für Der Love Guru (OT: Love Guru)

Außerdem nominiert:
- Larry the Cable Guy für Witless Protection (OT: Witless Protection)
- Eddie Murphy für Mensch, Dave! (OT: Meet Dave)
- Al Pacino für 88 Minuten (OT: 88 Minutes) und Kurzer Prozess – Righteous Kill (OT: Righteous Kill)
- Mark Wahlberg für The Happening (OT: The Happening) und Max Payne (OT: Max Payne)

## Schlechtester Schauspieler 2010 bis 2019

### 2010
- Jonas Brothers in Jonas Brothers: The 3D Concert Experience

Außerdem nominiert:
- Will Ferrell in Die fast vergessene Welt
- Steve Martin in Der rosarote Panther 2
- Eddie Murphy in Zuhause ist der Zauber los
- John Travolta in Old Dogs – Daddy oder Deal

### 2011
- Ashton Kutcher in Kiss & Kill und in Valentinstag

Außerdem nominiert:
- Jack Black in Gullivers Reisen – Da kommt was Großes auf uns zu
- Gerard Butler in Der Kautions-Cop
- Taylor Lautner in Eclipse – Biss zum Abendrot und Valentinstag
- Robert Pattinson in Remember Me – Lebe den Augenblick und Eclipse – Biss zum Abendrot

### 2012
- Adam Sandler in Jack und Jill (als Jack) und in Meine erfundene Frau

Außerdem nominiert:
- Nick Swardson in Bucky Larson: Born to Be a Star
- Nicolas Cage in Drive Angry, in Der letzte Tempelritter und in Trespass
- Russell Brand in Arthur
- Taylor Lautner in Atemlos – Gefährliche Wahrheit und in Breaking Dawn – Biss zum Ende der Nacht, Teil 1

### 2013
- Adam Sandler in Der Chaos-Dad

Außerdem nominiert:
- Eddie Murphy in Noch tausend Worte
- Nicolas Cage in Ghost Rider: Spirit of Vengeance und in Pakt der Rache
- Robert Pattinson in Breaking Dawn – Biss zum Ende der Nacht, Teil 2
- Tyler Perry in Alex Cross und in Good Deeds

### 2014
- Jaden Smith in After Earth

Außerdem nominiert:
- Johnny Depp in Lone Ranger (The Lone Ranger)
- Ashton Kutcher in Jobs
- Adam Sandler in Kindsköpfe 2 (Grown Ups 2)
- Sylvester Stallone in Shootout – Keine Gnade (Bullet to the Head), Escape Plan und Zwei vom alten Schlag (Grudge Match)

### 2015
- Kirk Cameron in Saving Christmas

Außerdem nominiert:
- Nicolas Cage in Left Behind
- Kellan Lutz in The Legend of Hercules
- Seth MacFarlane in A Million Ways to Die in the West
- Adam Sandler in Urlaubsreif

### 2016
- Jamie Dornan in Fifty Shades of Grey

Außerdem nominiert:
- Johnny Depp in Mortdecai – Der Teilzeitgauner
- Kevin James in Der Kaufhaus Cop 2
- Adam Sandler in Cobbler – Der Schuhmagier und Pixels
- Channing Tatum in Jupiter Ascending

### 2017
- Dinesh D’Souza (als er selbst) in Hillary’s America: The Secret History of the Democratic Party

Außerdem nominiert:
- Ben Affleck in Batman v Superman: Dawn of Justice
- Gerard Butler in Gods of Egypt und London Has Fallen
- Henry Cavill in Batman v Superman: Dawn of Justice
- Robert De Niro in Dirty Grandpa
- Ben Stiller in Zoolander 2

### 2018
- Tom Cruise in Die Mumie

Außerdem nominiert:
- Johnny Depp in Pirates of the Caribbean: Salazars Rache
- Jamie Dornan in Fifty Shades of Grey – Gefährliche Liebe
- Zac Efron in Baywatch
- Mark Wahlberg in Daddy’s Home 2 – Mehr Väter, mehr Probleme! und Transformers: The Last Knight

### 2019
- Donald Trump (als er selbst) in Death of a Nation und Fahrenheit 11/9

Außerdem nominiert:
- Johnny Depp (Stimme) in Sherlock Gnomes
- Will Ferrell in Holmes & Watson
- John Travolta in Gotti
- Bruce Willis in Death Wish

## Schlechtester Schauspieler seit 2020

### 2020
- John Travolta in The Fanatic & Trading Paint

Außerdem nominiert:
- James Franco in Zeroville
- David Harbour in Hellboy – Call of Darkness
- Matthew McConaughey in Im Netz der Versuchung
- Sylvester Stallone in Rambo: Last Blood

### 2021
- Mike Lindell in Absolute Proof

Außerdem nominiert:
- Robert Downey Jr. in Die fantastische Reise des Dr. Dolittle
- Michele Morrone in 365 Tage
- Adam Sandler in Hubie Halloween
- David Spade in The Wrong Missy

### 2022
- LeBron James in Space Jam: A New Legacy

Außerdem nominiert:
- Scott Eastwood in Dangerous
- Roe Hartrampf in Diana: Das Musical
- Ben Platt in Dear Evan Hansen
- Mark Wahlberg in Infinite – Lebe unendlich

### 2023
- Jared Leto für Morbius

Außerdem nominiert:
- Pete Davidson in Marmaduke
- Tom Hanks in Pinocchio
- Machine Gun Kelly in Good Mourning
- Sylvester Stallone in Samaritan

### 2024
- Jon Voight für Mercy

Außerdem nominiert:
- Russell Crowe in The Pope’s Exorcist
- Vin Diesel in Fast & Furious 10
- Chris Evans in Ghosted
- Jason Statham in Meg 2: Die Tiefe

### 2025
- Jerry Seinfeld für Unfrosted

Außerdem nominiert:
- Jack Black in Dear Santa – Teuflische Weihnachten
- Zachary Levi in Harold und die Zauberkreide
- Joaquin Phoenix in Joker: Folie à Deux
- Dennis Quaid in Reagan